# Cellorigo
Cellorigo – gmina w Hiszpanii, w prowincji La Rioja, w La Rioja, o powierzchni 12,43 km². W 2011 roku gmina liczyła 13 mieszkańców.